# TarcherPerigee
TarcherPerigee — книжкове видавництво і імпринт Penguin Group, що зосереджується в основному на виданнях руху нью-ейдж. Засноване у 1973 році Джеремі П. Тарчером у Лос-Анджелесі. Тарчер був одружений з черевомовицею Шарі Льюїс, а його сестрою була письменниця Джудіт Кранц.
Тарчер розпочав свою кар'єру у видавництві на початку 1960-х років, збираючи пакетні книжкові угоди для таких знаменитостей, як Філліс Діллер, Джонні Карсон, Жа Жа Габор, Бадді Гекетт і Джоан Ріверс, але змінив напрямок після перебування в Інституті Есален, центрі руху людського потенціалу, розташованому в місцевості Біг-Сур (Каліфорнія). Не отримавши інтересу з боку нью-йоркських видавництв до публікації книг на ці теми, він розпочав власну видавничу діяльність і продовжив публікувати бестселери багатьох раніше невідомих авторів, які працювали на тему здоров'я, психології, філософії та духовності нью-ейдж. Серед них «Joy's Way» Бру Джоя; «Малювання на правій стороні мозку» Бетті Едвардс; «Початковий курс йоги Бікрама» від гуру гарячої йоги Бікрама Чоудхурі; англійський переклад книги австрійського альпініста та нацистського сержанта СС Генріха Гаррера «Сім років у Тибеті» (оригінал опублікований німецькою мовою в 1940-х роках); та «Змова Водолія» Мерилін Фергюсон. Він «відкрив» багатьох із цих авторів завдяки своїм постійним стосункам із Майклом Мерфі, співзасновником Інституту Есален, який також опублікував кілька книжок з Тарчером і роками працював у раді директорів Есален.
З роками компанія розширилася, та охопила нехудожні книги різних типів. Putnam придбав компанію в 1991 році, і офіси були перенесені в Нью-Йорк. Тарчер залишався головою компанії до початку 1996 року, коли видавцем був призначений Джоел Фотінос. Фірма об'єдналася з дочірньою компанією Perigee і перейменована в TarcherPerigee у 2015 році.
Тарчер помер у Лос-Анджелесі в 2015 році від ускладнень хвороби Паркінсона. Йому було 83.
Публікації TarcherPerigee охоплюють широкий спектр тем у сферах оздоровлення, самовдосконалення, духовності, езотерики, окультизму, творчості, соціальної свідомості, процвітання тощо. Серед останніх бестселерів 2012 року: «Повернення Кетцалькоатля» (Даніель Пінчбек), «Ультрамарафонець» (Дін Карнасіс), «Найдурніше покоління», «Чудо хлопців» (Майкл Гуріан), «Енергетична медицина», «Сила доброти» та «Думай і багатій».
У галузі «літератури успіху» TarcherPerigee публікувала таких авторів, як Наполеон Гілл, Майкл Мухаммед Найт, Воллес Д. Воттлз, Дейл Карнегі та Джеймс Аллен. Серед авторів у сфері розуму, тіла та спіритизму Робін Норвуд, Стівен Менсфілд, Бетті Едвардс, Генріх Харрер, Мерилін Фергюсон (автор «Змови Водолія»), Бікрам Чоудхурі та Джим Ніпфел.